# Kamil Bednář
Kamil Bednář (4. července 1912, Praha – 23. května 1972, Mělník) byl český básník a překladatel.

## Životopis
Narodil se v rodině Emiliana Bednáře (1884), zemského účetního asistenta, a Vlasty roz. Koubové (1890). 
Studia práv a filozofie na Karlově univerzitě nedokončil. Po uzavření vysokých škol okupační správou působil jako redaktor v nakladatelství Melantrich. Odtud přešel do nakladatelství V. Petra a několik let po válce roku 1949 k Československému spisovateli. Od roku 1959 se věnoval pouze psaní. Používal také pseudonymy, např. Prokop Kouba.
Patřil k vůdčím osobnostem básnické generace, která umělecky dorůstala v období krátce před německou okupací Československa. Ta se orientovala k nadčasovým hodnotám konkrétního, „nahého“ člověka (člověk zbavený vnější slupky, oproštěn od umělých konvencí a ideologií), což Bednář vyjádřil v programovém eseji Slovo k mladým (1940), kolem něhož se soustředily názory celé literární generace.
S první manželkou Věrou roz. Škrabálkovou měl Bednář dva syny: Jiřího a Ivana (1945), který se stal divadelním režisérem a publicistou. Před rokem 1948 se stal členem Moravského kola spisovatelů.                
Druhá manželka Kamila Bednáře byla Emilie Bednářová, spisovatelka a překladatelka (publikovala také pod pseudonymem Emilie Stambolieva). Sňatek uzavřeli v roce 1960. Od roku 1966 do roku 1972 žili v letní sezoně na chatě v Mělníku obklopeni velkou zahradou. Zde také vznikaly fejetony o zahradě a přírodě, které vycházely periodicky v novinách Lidová demokracie. Pod titulem Zahrada přítelkyně vyšla po smrti autora jejich knižní sbírka s ilustracemi Ludmily Jiřincové, švagrové Kamila Bednáře.
Kamil Bednář zemřel 23. května 1972 v Mělníku, je pohřben na hřbitově v Praze-Ďáblicích.

## Dílo
Bednářovým debutem byla sbírka spirituální, programově antiavantgardní lyriky Kámen v dlažbě (1937), vydaná v Halasově edici První knížky a Halasovou poetikou též značně ovlivněná. Následovaly pak sbírky Milenka modř (1939) a Kamenný pláč (1939). Též v básnických knihách uveřejněných za okupace (Po všech svatbách světa, Bosé oblohy, Hladiny tůní) Bednář vycházel z prožitku úzkostné doby a blízkosti smrti. Zároveň se sbližoval s autory Skupiny 42 a i v jeho poezii se objevují motivy města a jeho periférie. S válečnou dobou se vyrovnával ve skladbě Jim hostinou bylo (1948) a předložil tu svou vizi o spasitelské síle utrpení.
Kniha Kouzlení a cesty doktora Fausta je souborem přepisů dosud napsaných českých překladů německých pověstí o Faustovi, který vyvolal ďábla a upsal mu svou duši. Dílo je zařazováno k sci-fi, resp.fantasy literatuře kvůli líčení letu Fausta na draku k Atlantidě. Tento motiv použil i v napsaných pohádkách a loutkové hře.
Pokusem vyjít vstříc dobové společenské situaci a zároveň uchránit před jejím tlakem svou básnickou integritu je kniha Dějiny srdce (1957), shrnující Bednářovu lyriku z let 1946–1956.
Věnoval se tvorbě pro děti (např. Jak zvířátka od lesa šla na pana Korbesa, 1948) a překladatelství. Vyniká zvláště jeho přetlumočení díla amerického básníka Robinsona Jefferse (Mara (1958), Jestřábí křik (1960), Pastýřka putující k dubnu (1961), Básně z Jestřábí věže (1964) a další). V roce 1961 vyšlo pod názvem Rukopis královédvorský a zelenohorský jeho novodobé přebásnění textů Rukopisu královédvorského a Rukopisu zelenohorského.

### Některá publikovaná díla (výběr)
- Kámen v dlažbě (1937)
- Milenka modř (1939)
- Kamenný pláč (1939)
- Po všech svatbách světa (1941)
- Bosé oblohy (1942)
- Kouzlení a cesty doktora Fausta (1943)
- O Faustovi, Markétě a Ďáblu (1943), pohádka pro děti
- Hladiny tůní (1943)
- Praha pod křídly války (1945)
- Duše orlů (1946)
- Paměť bojovníků (1947)
- Jim hostinou bylo (1948)
- Dějiny srdce (1957)
- Johanes doktor Faust (1958), veršovaná loutková hra
- Jezdci v topolech (1961)
- Střepiny, o které jsem se sám pořezal (1969)
- Sladká beznaděj (1982), výbor z milostné poezie

### Překlady (výběr)
- Hvězdy nad Triglavem: moderní poesie slovinská – vybrali a uspořádali Oton Berkopec a Josef Hora; doslov Oton Berkopec; přeložili ze slovinštiny Kamil Bednář, Jan Čarek, Josef Hora, František Nechvátal a Karel Nový. Praha: Melantrich, 1940
- Portugalské lásky: výbor z milostné lyriky – Luis de Camões; s jazykovou a výběrovou pomocí Václava Černého přeložil Kamil Bednář. Praha: Václav Petr, 1941
- Arabské pohádky ze 1001 noci – přeložil z arabštiny a upravil; ilustroval V. Kubašta. Červený Kostelec, 1942
- Kletba: tragedie – Stanislav Wyspański; přeložil a upravil. 1947
- Mé písně: výbor – Sándor Petőfi; přebásnili Kamil Bednář aj.; předmluvu napsal Julius Ďuriš; úvodní stať Tibora Barabáse př. Olga a Jiří Macků; na převodu z maďarštiny spolupracoval Jaroslav Lisický. Brno: Rovnost, 1950
- Otroci – Castro Alves; z portugalštiny př. Kamil Bednář a Zdeněk Hampejs. Praha: ČS, 1951
- Buchara – Sadriddín Ajní; z tádžičtiny do ruštiny přeložil Sergej Borodin; z ruštiny do češtiny přeložila Anděla Žukovská; verše přeložil Kamil Bednář; doslov k českému vydání a odbornou revisi provedl Josef Aul. Praha: Svět sovětů, 1952
- Alexander Sergejevič Puškin – Ivan Novikov; z ruštiny př. František Hřivna, verše př. Kamil Bednář ... aj. Praha: Mladá fronta, 1952
- Petőfi a Ady – József Révai; z maďarštiny př. a poznámkami opatřila Anna Rossová; verše př. Kamil Bednář. Praha: ČS, 1952
- Veliký Mouravi – Anna Arnoldovna Antonovská; př. Karel Kraus; ilustroval Miroslav Čapek; verše př. Kamil Bednář. Praha: Svět sověfů, 1953
- Městečko Okurov. Léto – Maxim Gorkij; odp. redaktorka Zdenka Bergová; předml. Mojmír Botura; př. Kamil Bednář, Sergej Machonin, Amalie Šoršová; graficky upravil František Muzika. Praha: SNKLHU, 1953